# 貝爾克里克斯普林斯 (阿肯色州)
貝爾克里克斯普林斯（英語：Bear Creek Springs）是位於美國阿肯色州布恩縣的一個非建制地區。該地的面積和人口皆未知。

## 地理
貝爾克里克斯普林斯的座標為36°17′51″N 93°11′00″W / 36.29750°N 93.18333°W，而該地的平均海拔高度為331米（即1086英尺）。